# صلاح الیهری
صلاح الیهری (انگلیسی: Salah Al-Yahri؛ زادهٔ ۲۳ اوت ۱۹۹۵) یک بازیکن فوتبال اهل قطر است.

## تیم ملی
وی همچنین در تیم ملی فوتبال زیر ۲۳ سال قطر بازی کرده است.